# Aztecanthidium xochipillium
Aztecanthidium xochipillium là một loài Hymenoptera trong họ Megachilidae. Loài này được Michener & Ordway mô tả khoa học năm 1964.